# Chanteuges
Chanteuges est une commune française située dans le département de la Haute-Loire en région d'Auvergne-Rhône-Alpes.

## Géographie
À l’extrémité d’une « mesa » de coulée volcanique, se dresse, à 540 m d’altitude, l’abbaye bénédictine de Chanteuges, avec à son pied le village et ses calades.

### Localisation
La commune de Chanteuges se trouve dans le département de la Haute-Loire, en région Auvergne-Rhône-Alpes.
Elle se situe à 37 km par la route du Puy-en-Velay, préfecture du département, à 34 km de Brioude, sous-préfecture, et à 6 km de Langeac, bureau centralisateur du canton de Gorges de l'Allier-Gévaudan dont dépend la commune depuis 2015 pour les élections départementales.
Les communes les plus proches sont : 
Saint-Arcons-d'Allier (1,5 km), Langeac (4,3 km), Pébrac (4,9 km), Saint-Julien-des-Chazes (5,0 km), Mazeyrat-d'Allier (5,4 km), Charraix (5,9 km), Tailhac (6,8 km), Chazelles (6,8 km).

### Climat
Pour des articles plus généraux, voir Climat d'Auvergne-Rhône-Alpes et Climat de la Haute-Loire.
En 2010, le climat de la commune est de type climat océanique altéré, selon une étude du Centre national de la recherche scientifique s'appuyant sur une série de données couvrant la période 1971-2000. En 2020, Météo-France publie une typologie des climats de la France métropolitaine dans laquelle la commune est exposée à un climat de montagne ou de marges de montagne et est dans la région climatique Sud-est du Massif Central, caractérisée par une pluviométrie annuelle de 1 000 à 1 500 mm, minimale en été, maximale en automne.
Pour la période 1971-2000, la température annuelle moyenne est de 10 °C, avec une amplitude thermique annuelle de 16,4 °C. Le cumul annuel moyen de précipitations est de 681 mm, avec 7,8 jours de précipitations en janvier et 6,7 jours en juillet. Pour la période 1991-2020, la température moyenne annuelle observée sur la station météorologique de Météo-France la plus proche, « Chavaniac-Lafa », sur la commune de Chavaniac-Lafayette à 10 km à vol d'oiseau, est de 10,5 °C et le cumul annuel moyen de précipitations est de 766,4 mm,. Pour l'avenir, les paramètres climatiques de la commune estimés pour 2050 selon différents scénarios d'émission de gaz à effet de serre sont consultables sur un site dédié publié par Météo-France en novembre 2022.

### Hydrographie
Chanteuges se trouve au confluent de la Desges et de l'Allier.

## Urbanisme

### Typologie
Au 1er janvier 2024, Chanteuges est catégorisée commune rurale à habitat dispersé, selon la nouvelle grille communale de densité à sept niveaux définie par l'Insee en 2022.
Elle appartient à l'unité urbaine de Langeac, une agglomération intra-départementale regroupant deux  communes, dont elle est une commune de la banlieue,,. Par ailleurs la commune fait partie de l'aire d'attraction de Langeac, dont elle est une commune de la couronne,. Cette aire, qui regroupe 14 communes, est catégorisée dans les aires de moins de 50 000 habitants,.

### Occupation des sols
L'occupation des sols de la commune, telle qu'elle ressort de la base de données européenne d’occupation biophysique des sols Corine Land Cover (CLC), est marquée par l'importance des territoires agricoles (53,2 % en 2018), une proportion sensiblement équivalente à celle de 1990 (53,4 %). La répartition détaillée en 2018 est la suivante : forêts (44,2 %), prairies (31,4 %), zones agricoles hétérogènes (16,8 %), terres arables (5,1 %), zones urbanisées (1,7 %), milieux à végétation arbustive et/ou herbacée (0,6 %), zones industrielles ou commerciales et réseaux de communication (0,2 %).
L'évolution de l’occupation des sols de la commune et de ses infrastructures peut être observée sur les différentes représentations cartographiques du territoire : la carte de Cassini (XVIIIe siècle), la carte d'état-major (1820-1866) et les cartes ou photos aériennes de l'IGN pour la période actuelle (1950 à aujourd'hui).

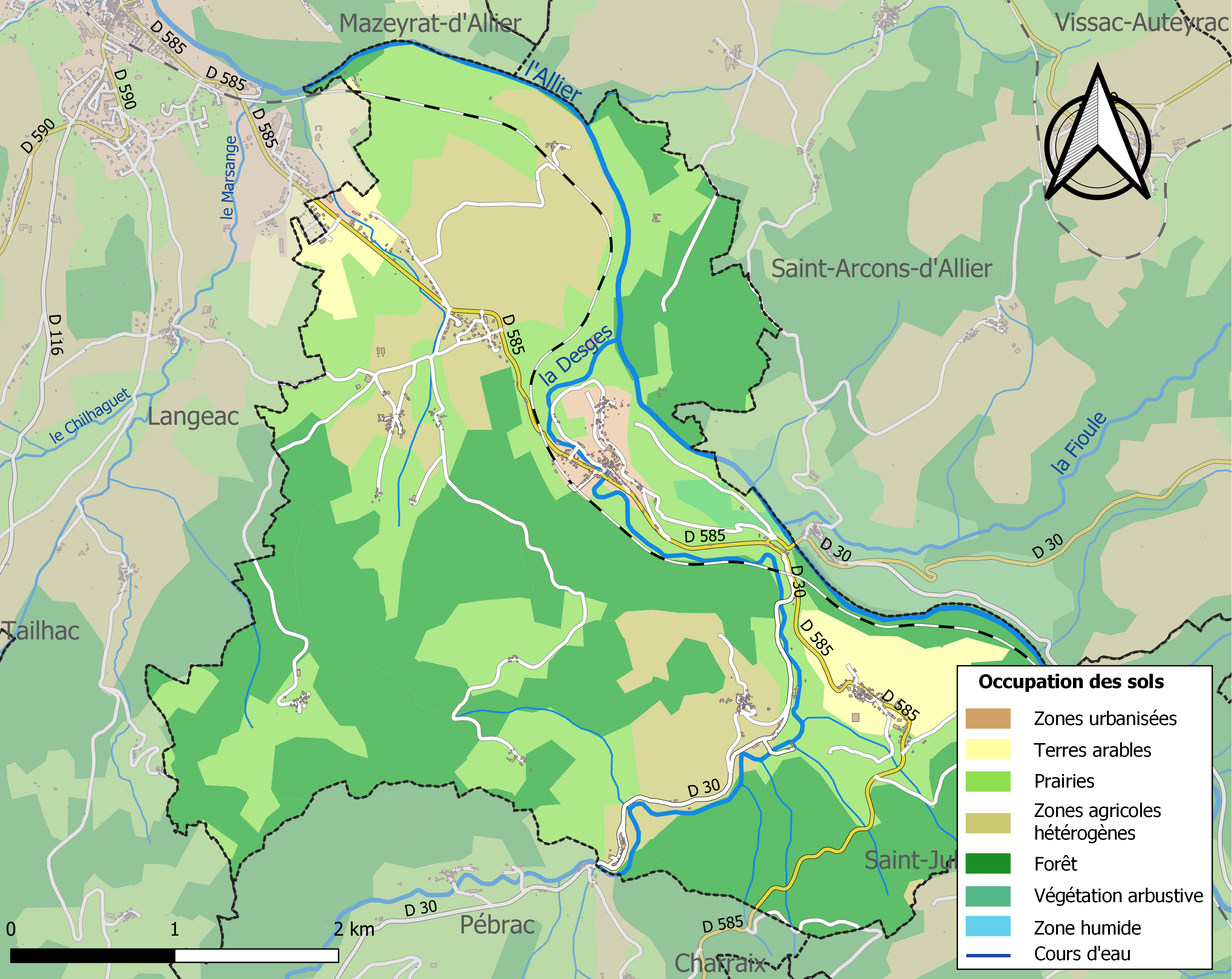
Carte des infrastructures et de l'occupation des sols de la commune en 2018 (CLC).
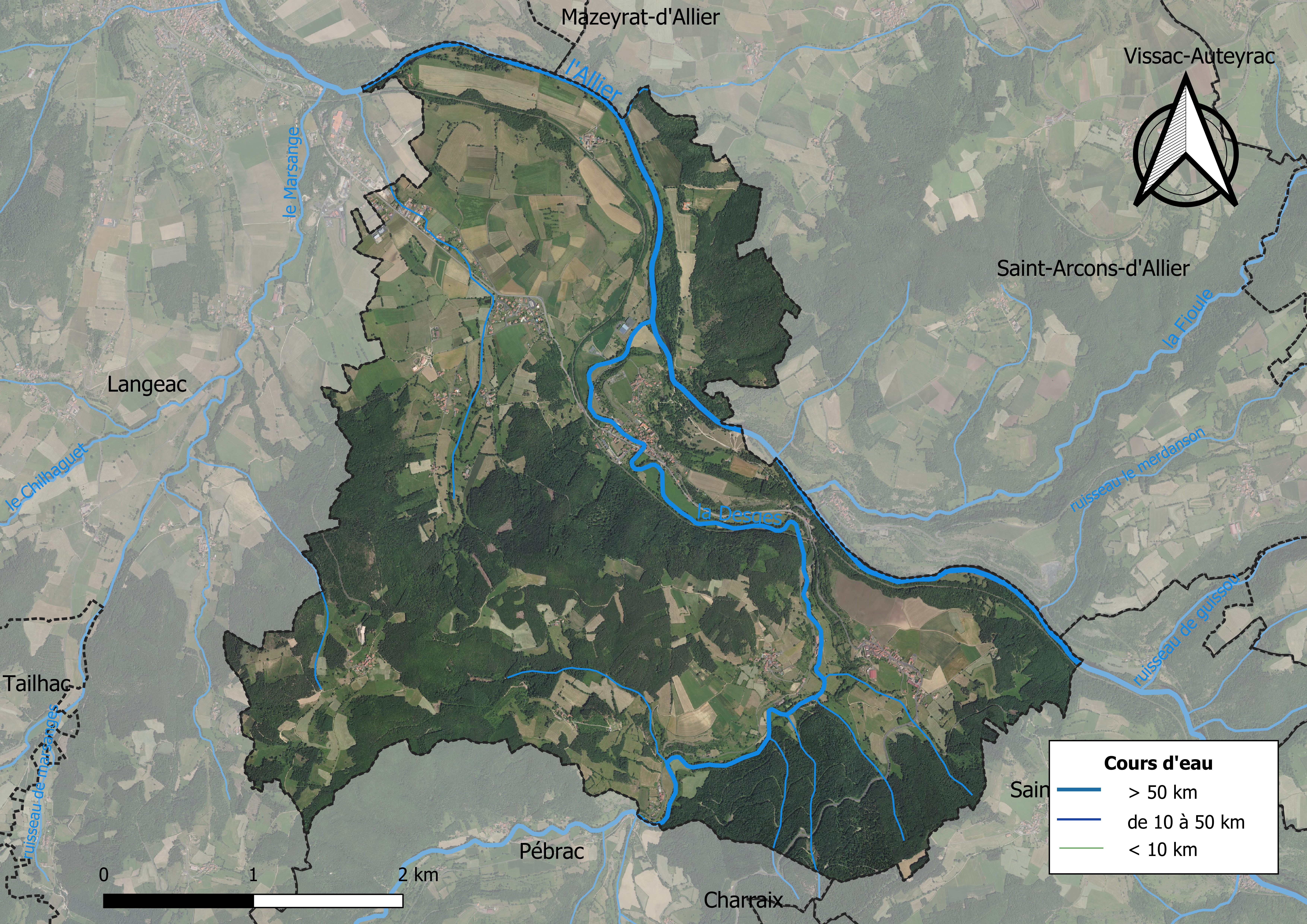
Carte orthophotographique de la commune.

### Habitat et logement
En 2018, le nombre total de logements dans la commune était de 128, alors qu'il était de 114 en 2013 et de 112 en 2008.
Parmi ces logements, 62,8 % étaient des résidences principales, 21 % des résidences secondaires et 16,1 % des logements vacants. Ces logements étaient pour 92,1 % d'entre eux des maisons individuelles et pour 6,4 % des appartements.
Le tableau ci-dessous présente la typologie des logements à Chaniat en 2018 en comparaison avec celle de la Haute-Loire et de la France entière. Une caractéristique marquante du parc de logements est ainsi une proportion de résidences secondaires et logements occasionnels (21 %) supérieure à celle du département (16,1 %) et à celle de la France entière (9,7 %). Concernant le statut d'occupation de ces logements, 77,9 % des habitants de la commune sont propriétaires de leur logement (78,8 % en 2013), contre 70 % pour la Haute-Loire et 57,5 pour la France entière.
| Typologie                                               | Chaniat | Haute-Loire | France entière |
| ------------------------------------------------------- | ------- | ----------- | -------------- |
| Résidences principales (en %)                           | 62,8    | 71,5        | 82,1           |
| Résidences secondaires et logements occasionnels (en %) | 21      | 16,1        | 9,7            |
| Logements vacants (en %)                                | 16,1    | 12,4        | 8,2            |

## Toponymie
Le nom de la localité est attesté sous les formes Cantogilum en 936, Cantojolium 1393, Chantuejols au XVIIe siècle, Chanteuge le Bourg vers 1757, Chanteuge vers 1850.
Une étymologie a été proposée : mot gaulois composé de cantos "cercle, jante" ou canti-/canto- "avec, ensemble" + -ô-ialo "clairière>village".

## Histoire[20]

### Préhistoire
Les populations s'installent quasi exclusivement dans les zones basses comme les abris du Rond ou de La Roche. La proximité des gués semble particulièrement appréciée. Ces installations légères aménagées dans les abris rocheux constituent de rares et précieux témoignage d'un mode de vie fondé sur la cueillette, la pêche, la chasse aux chevaux, aux rennes mais aussi aux marmottes.Les populations demeurent itinérantes, et leurs implantations varient sur de longues distances, au gré des déplacements de la faune sauvage.
Les grottes et abris du site de Tatevin, en rive droite (côté est) de l'Allier en face du village, ont été occupés au Gravettien, au Magdalénien et au Mésolithique,.
Le site est approximativement à un kilomètre en aval de l'abri du Rond sur Saint-Arcons-d'Allier (sur la Fioule, près de la confluence de cette dernière avec l'Allier), site qui a livré du Moustérien et du Protomagdalénien.

### Moyen-Âge

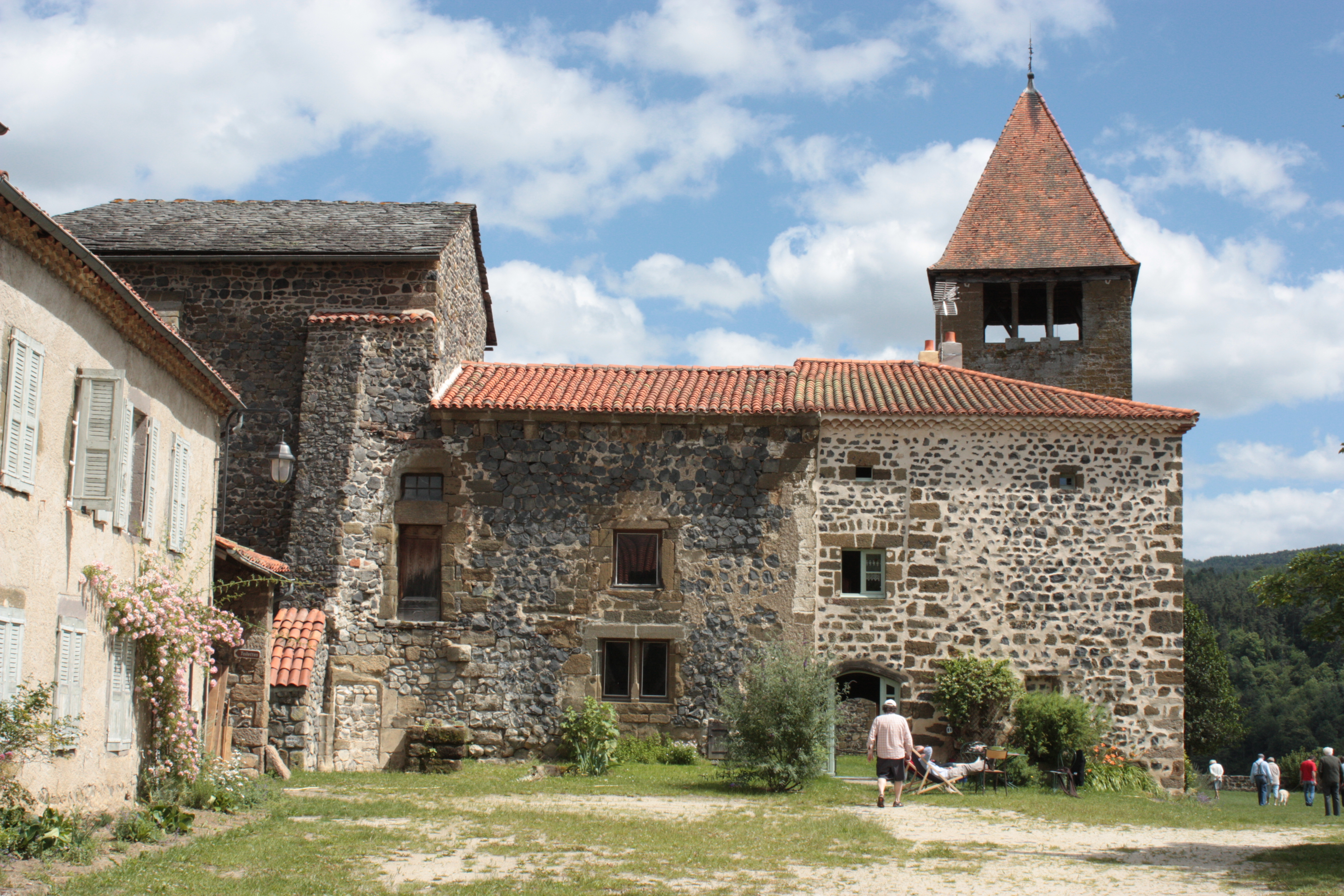
Le prieuré de Chanteuges.

À la fin du IXe siècle, la localité était le siège de l'une des sept vicariae carolingiennes qui composaient le comté de Brioude, subdivision du « Pays d'Auvergne ». La bourgade assez importante possédait deux églises, l'une dédiée à saint Saturnin, l'autre à saint Julien d'Antioche. Dans la première moitié du Xe siècle l'importance du bourg s'accroit encore avec la fondation d'une abbaye. Claude, seigneur de Chanteuges fit une importante donation au chapitre Saint-Julien de Brioude afin d'y créer un établissement canonial sur les terres de sa seigneurie, mais qui décéda avant la concrétisation de son vœu. Ce fut Cunebert (Cunibert), prévôt de ce même chapitre, parent de Claude et son héritier, qui signa, en la basilique Saint-Julien, l'acte de fondation en date du 28 août 936, sous le règne de Louis IV d'Outremer.
La première trace écrite remonte de 936, date à laquelle l’établissement religieux est fondé (ou reconnu) par le prévôt du chapitre. À la fin du XIe siècle, sous l'impulsion de l'abbé Raymond, devient un prieuré de l'abbaye de la Chaise-Dieu. Les moines casadéens en entreprennent alors la restauration et sa transformation en un lieu de villégiature.
Au début du XVe siècle, l’abbé Jacques de Senectaire fait réaliser d’importants travaux. Il lance la construction de la voûte d'ogives de la nef centrale de l'église et de fenêtres dans les façades ouest et sud. En mémoire de sa sœur Anne, décédée en 1496, il fait aussi bâtir la chapelle Sainte-Anne.

### Temps modernes
Le cardinal Louis-René de Rohan, impliqué dans l'affaire du collier de la reine Marie-Antoinette, en exil à La Chaise Dieu, séjourne à plusieurs reprises à Chanteuges. Pendant la Révolution, l'abbaye et ses biens sont vendus comme biens nationaux.[réf. nécessaire]
Les bénédictins de Saint-Maur sont chargés de l'abbaye en 1640. En 1792, le prieuré est cédé en tant que bien national.[réf. nécessaire]

## Politique et administration

### Découpage territorial
La commune de Chanteuges est membre de la communauté de communes des Rives du Haut Allier, un établissement public de coopération intercommunale (EPCI) à fiscalité propre créé le 27 décembre 2016 dont le siège est à Langeac. Ce dernier est par ailleurs membre d'autres groupements intercommunaux.
Sur le plan administratif, elle est rattachée à l'arrondissement de Brioude, au département de la Haute-Loire, en tant que circonscription administrative de l'État, et à la région Auvergne-Rhône-Alpes.
Sur le plan électoral, elle dépend du canton de Gorges de l'Allier-Gévaudan pour l'élection des conseillers départementaux, depuis le redécoupage cantonal de 2014 entré en vigueur en 2015, et de la deuxième circonscription de la Haute-Loire   pour les élections législatives, depuis le redécoupage électoral de 1986.

### Liste des maires
| Période                                  | Période   | Identité                      | Étiquette   | Qualité                              |
| ---------------------------------------- | --------- | ----------------------------- | ----------- | ------------------------------------ |
| Les données manquantes sont à compléter. |           |                               |             |                                      |
| 1793                                     | 1799      | Jean Joseph Dupuy             |             | Propriétaire bourgeois               |
| Avril 1799                               | 1800      | Jean-Baptiste Grandet         |             | Propriétaire bourgeois               |
| 1800                                     | 1808      | Jean-Claude Saralier          |             | Lieutenant-colonel de la gendarmerie |
| 1809                                     | 1830      | Martin De Brun                |             | Propriétaire bourgeois               |
| 1830                                     | juin 1832 | Jean-Baptiste Grandet         |             | Propriétaire bourgeois               |
| 1833                                     | 1841      | Antoine Peghaire              |             | >Expert géomètre                     |
| 1841                                     | 1848      | Jean Joseph Alexandre De Brun |             | Percepteur à Langeac                 |
| 1848                                     | 1850      | Christophe Duchamp            |             | Meunier - rentier                    |
| 1850                                     | 1853      | Pierre Paul Dupuy             |             | Rentier                              |
| 1854                                     | 1871      | Joseph Peghaire               |             | Propriétaire                         |
| 1871                                     | 1888      | Jean-Pierre Boissier          |             |                                      |
| 1888                                     | 1925      | Auguste Foulhy                |             | >Expert géomètre                     |
| 1925                                     | 1935      | Augustave Boissier            |             | Cultivateur                          |
| Les données manquantes sont à compléter. |           |                               |             |                                      |
| mars 2001                                | 2020      | Franck Noël-Baron             | Générations | Agriculteur                          |
| 2020                                     | En cours  | Sandrine Roux                 |             |                                      |
| Les données manquantes sont à compléter. |           |                               |             |                                      |

## Population et société

### Démographie

#### Évolution démographique
L'évolution du nombre d'habitants est connue à travers les recensements de la population effectués dans la commune depuis 1793. Pour les communes de moins de 10 000 habitants, une enquête de recensement portant sur toute la population est réalisée tous les cinq ans, les populations de référence des années intermédiaires étant quant à elles estimées par interpolation ou extrapolation. Pour la commune, le premier recensement exhaustif entrant dans le cadre du nouveau dispositif a été réalisé en 2007.

En 2022, la commune comptait 408 habitants, en évolution de −8,93 % par rapport à 2016 (Haute-Loire : +0,36 %, France hors Mayotte : +2,11 %).
| 1793 | 1800 | 1806 | 1821 | 1831 | 1836 | 1841 | 1846 | 1851 |
| ---- | ---- | ---- | ---- | ---- | ---- | ---- | ---- | ---- |
| 776  | 778  | 810  | 878  | 854  | 880  | 839  | 894  | 897  |

| 1856 | 1861 | 1866 | 1872 | 1876 | 1881 | 1886 | 1891 | 1896 |
| ---- | ---- | ---- | ---- | ---- | ---- | ---- | ---- | ---- |
| 893  | 878  | 895  | 971  | 881  | 847  | 893  | 822  | 786  |

| 1901 | 1906 | 1911 | 1921 | 1926 | 1931 | 1936 | 1946 | 1954 |
| ---- | ---- | ---- | ---- | ---- | ---- | ---- | ---- | ---- |
| 774  | 782  | 758  | 738  | 672  | 670  | 649  | 573  | 568  |

| 1962 | 1968 | 1975 | 1982 | 1990 | 1999 | 2006 | 2007 | 2012 |
| ---- | ---- | ---- | ---- | ---- | ---- | ---- | ---- | ---- |
| 512  | 454  | 358  | 348  | 376  | 403  | 411  | 412  | 447  |

| 2017 | 2022 | - | - | - | - | - | - | - |
| ---- | ---- | - | - | - | - | - | - | - |
| 441  | 408  | - | - | - | - | - | - | - |

#### Pyramide des âges
La population de la commune est relativement âgée.
En 2018, le taux de personnes d'un âge inférieur à 30 ans s'élève à 24,2 %, soit en dessous de la moyenne départementale (31 %). À l'inverse, le taux de personnes d'âge supérieur à 60 ans est de 36,5 % la même année, alors qu'il est de 31,1 % au niveau départemental.
En 2018, la commune comptait 212 hommes pour 225 femmes, soit un taux de 51,49 % de femmes, légèrement supérieur au taux départemental (50,87 %).
Les pyramides des âges de la commune et du département s'établissent comme suit.
| Hommes | Classe d’âge | Femmes |
| ------ | ------------ | ------ |
| 0,0    | 90 ou +      | 1,4    |
| 9,2    | 75-89 ans    | 11,0   |
| 29,1   | 60-74 ans    | 22,3   |
| 21,6   | 45-59 ans    | 23,9   |
| 17,6   | 30-44 ans    | 15,4   |
| 13,6   | 15-29 ans    | 11,5   |
| 8,8    | 0-14 ans     | 14,5   |

| Hommes | Classe d’âge | Femmes |
| ------ | ------------ | ------ |
| 0,9    | 90 ou +      | 2,5    |
| 8,4    | 75-89 ans    | 11,7   |
| 20,4   | 60-74 ans    | 20,5   |
| 21,3   | 45-59 ans    | 20,3   |
| 16,8   | 30-44 ans    | 16,3   |
| 15,2   | 15-29 ans    | 13,2   |
| 17     | 0-14 ans     | 15,6   |

## Économie
Aujourd’hui, Chanteuges abrite la plus grande salmoniculture de repeuplement d’Europe : le Conservatoire national du saumon sauvage qui pourvoit au maintien du saumon sur le bassin Loire-Allier et à la fourniture d'alevins en Europe à des fins de repeuplement ou d'élevage en ferme.

### Revenus
En 2018, la commune compte 206 ménages fiscaux, regroupant 427 personnes. La médiane du revenu disponible par unité de consommation est de 20 120 euros (20 800 euros dans le département).

### Emploi
| Division       | 2008  | 2013  | 2018  |
| -------------- | ----- | ----- | ----- |
| Commune        | 7,8 % | 7,6 % | 8,7 % |
| Département    | 6,3 % | 7,7 % | 7,7 % |
| France entière | 8,3 % | 10 %  | 10 %  |

En 2018, la population âgée de 15 à 64 ans s'élève à 272 personnes, parmi lesquelles on compte 71,7 % d'actifs (63 % ayant un emploi et 8,7 % de chômeurs) et 28,3 % d'inactifs,. Depuis 2008, le taux de chômage communal (au sens du recensement) des 15-64 ans est supérieur à celui du département, mais inférieur à celui de la France.
La commune fait partie de la couronne de l'aire d'attraction de Langeac, du fait qu'au moins 15 % des actifs travaillent dans le pôle,. Elle compte 82 emplois en 2018, contre 81 en 2013 et 85 en 2008. Le nombre d'actifs ayant un emploi résidant dans la commune est de 175, soit un indicateur de concentration d'emploi de 46,7 % et un taux d'activité parmi les 15 ans ou plus de 51,4 %.
Sur ces 175 actifs de 15 ans ou plus ayant un emploi, 47 travaillent dans la commune, soit 27 % des habitants. Pour se rendre au travail, 85,8 % des habitants utilisent un véhicule personnel ou de fonction à quatre roues, 0,6 % les transports en commun, 6,2 % s'y rendent en deux-roues, à vélo ou à pied et 7,4 % n'ont pas besoin de transport (travail au domicile).

## Culture locale et patrimoine

### Lieux et monuments

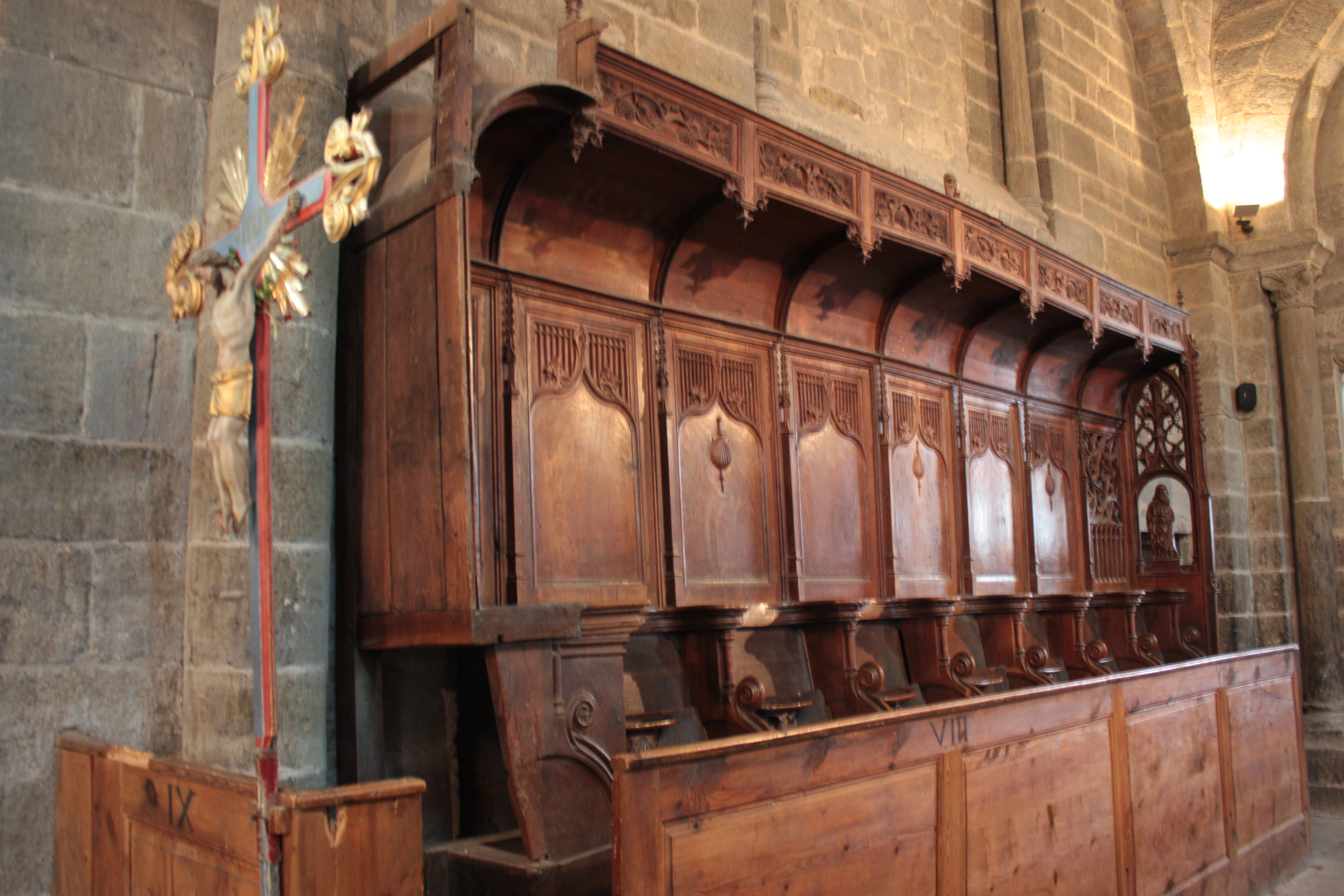
Stalles de l'église de Chanteuges.

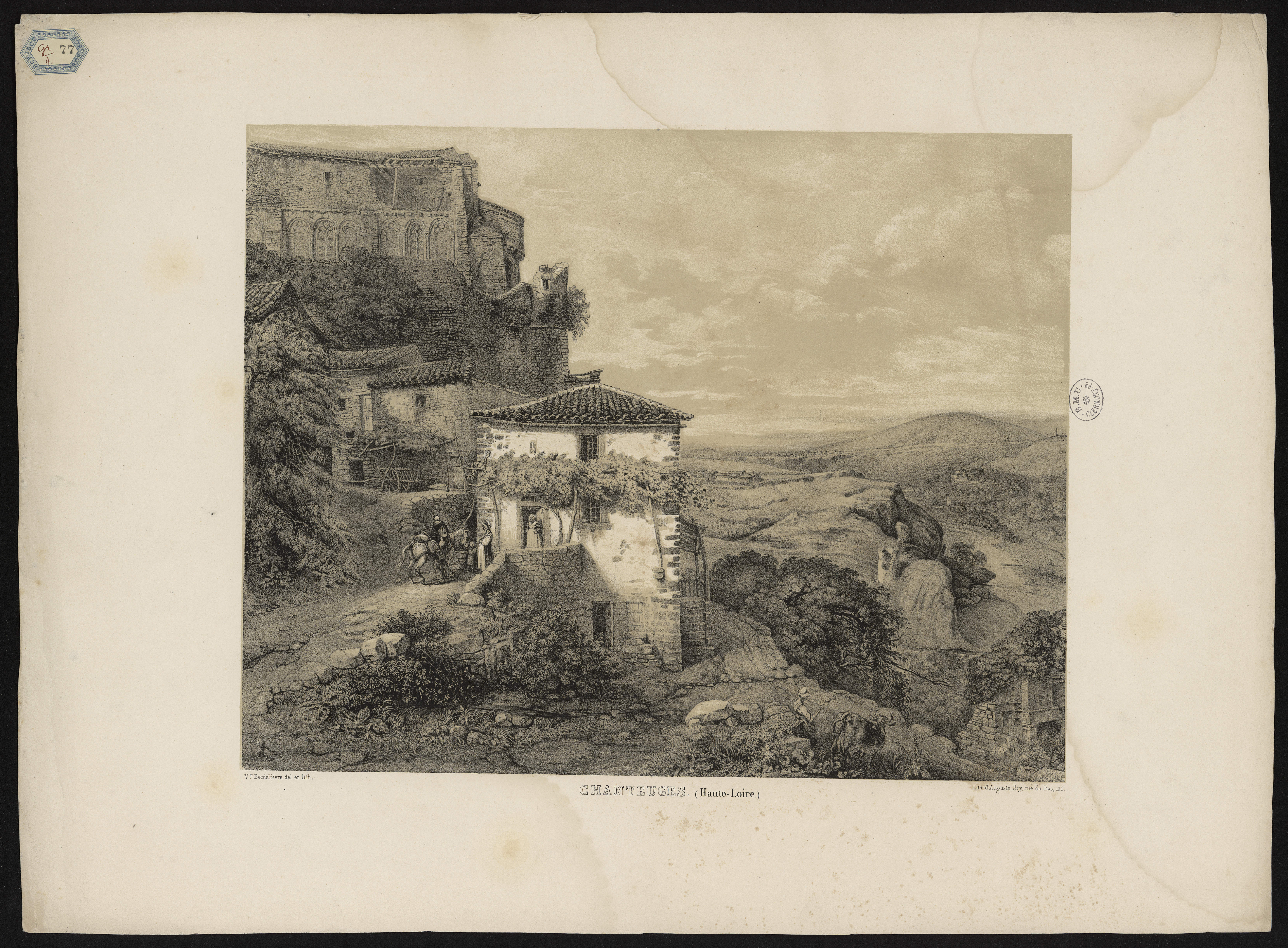
Lithographie du XIXe siècle représentant le prieuré de Chanteuges

- Le prieuré de Chanteuges possède une très belle église datant du milieu du XIIe siècle dédiée à saint Marcellin avec un beau cloître et la chapelle Sainte-Anne, dite chapelle de l'Abbé. L'église est perchée sur un éperon basaltique.
- Chanteuges héberge le Conservatoire national du saumon sauvage[39].

### Patrimoine culturel
- Le téléfilm Le Gave (2002), avec Michel Duchaussoy, a été tourné en grande partie à Chanteuges, sur les rives de l'Allier.

### Personnalités liées à la commune
- Pierre Chany, célèbre journaliste à l'Équipe, qui suivait le Tour de France avec Antoine Blondin.